# Miletín
Miletín – czeskie miasto położone w powiecie Jiczyn. Według danych z 1 stycznia 2024, liczba mieszkańców miasta wynosi 947 osób (1618. miejsce w kraju wśród miejscowości; 581. miejsce wśród miast).

## Historia
Miejscowość po raz pierwszy wzmiankowana była w 1124, kiedy to wymieniono tu grodzisko. W 1241 wdowa po Zbraslavie Vchynickým podarowała osadę niemieckim rycerzom. W 1560 Miletín uzyskał prawa miejskie, a jego właścicielem był Jiří z Valdštejna, który wyjątkowo polubił tę okolicę. Na jego pamiątkę w herbie miasta widnieje św. Jerzy walczący ze smokiem. W latach 1693–1701 powstał miletiński pałac w stylu barokowym, który został zaprojektowany przez K. M. Klupfa. W 1846, w wyniku wielkiego pożaru spłonęło w mieście 112 domów i uszkodzony został kościół. Po zakończeniu II wojny światowej miejscowość podupadła i odebrano jej prawa miejskie, które zostały przywrócone 10 października 2006.

## Demografia
| Rok             | 2008 | 2016 | 2024 |
| --------------- | ---- | ---- | ---- |
| Liczba ludności | 937  | 895  | 947  |

## Zabytki i osobliwości
Do najważniejszych zabytków i osobliwości miasta należą:
- barokowy pałac zbudowany w latach 1693-1701 z pierwotnej inicjatywy Jerzego Fryderyka z Oppersdorfu,
- kościół Zwiastowania Najświętszej Maryi Panny z XVII-XVIII wieku, gruntownie przebudowany na początku XX wieku w stylu neogotyckim,
- pozostałości XVIII-wiecznych zabudowań uzdrowiskowych (kaplica, gościniec, most łukowy)[2].
- pomnik Karela Erbena na rynku,
- Muzeum Czeskiego Teatru Amatorskiego (cz. Muzeum českého amatérského divadla) zlokalizowane w pomieszczeniach pałacowych,
- dom rodzinny Karela Erbena,
- rzeźba św. Notburgi[5],
- rezerwat przyrody Miletínská bažantnice ustanowiony w 1956 o powierzchni 16 hektarów[6].

## Turystyka
W mieście funkcjonuje kemping Na vyhlídce. Regionalnym produktem spożywczym jest odmiana pierników o nazwie Miletínská modlitbička. Od 1994 działa przy rynku minibrowar Miletín.

## Osoby
Miasto jest miejscem urodzenia poety Karela Erbena.